# Crkva Rođenja Blažene Djevice Marije u Ravnom
Crkva Rođenja Blažene Djevice Marije je katolička župna crkva u Ravnom u Bosni i Hercegovini.

## Povijest
Gradnja crkve započela je 1575., a dovršena 1579. godine. O tome svjedoči i tekst na ploči ugrađen u unutarnji zid crkve. Crkvu su gradili zidari Boško i Nikola Andrijašević za vrijeme župnika fra Bazilija Ravnjanina. Tekst je napisan na hrvatskoj ćrilici, a on glasi:

GRADI. BOŠKKO/ NIKKOLA. I NIKK/OLA. ANDRIJAŠ. NA/ SLAVU. BOGA I S[VE]TE GOSPE. I BLAG[O]SOVI/ BISKUP.

NAKKON 1./ 5. 7. 9. GODINA PORODA/ ISUSOVA. NA ŠE [STOGA] ŽUNA./ PISA. FRA BAZILIO RAVNANIN.

Mjesto Ravno se prvi put spominje 1579. u svezi s ovom crkvom, zadužbinom obitelji Andrijašević. Blagoslovio ju je stonski biskup Bonifacije Stjepović.
Današnji oblik crkve datira iz 1868. godine. Crkva je više puta obnavljana, a najtemeljitije nakon stradanja u Domovinskom ratu. Početkom listopada 1991. srpska vojska je u sklopu napada na Dubrovnik razorila Ravno te teško oštetila župnu crkvu i zapalila župnu kuću. Nakon oslobođenja Ravnog pristupljeno je obnovi crkava i kapelica u župi. Biskup Ratko Perić blagoslovio je obnovljenu crkvu 1996. godine.

## Poveznice
- Ravno
- Crkva sv. Mitra u Ravnom

### Knjige
- Krešić, Milenko. 2023. Nastanak i razvoj župa na području Trebinjsko-mrkanske biskupije i sakralni objekti po župama.   Puljić, Ivica; Marić, Marinko (ur.). Trebinjsko-mrkanska biskupija u vrijeme osmanske (turske) vladavine. Trebinjsko-mrkanska biskupija. Mostar. str. 171–247
- Šutalo, Ivo. 2023. Nastanak i razvoj župa na području Trebinjsko-mrkanske biskupije i sakralni objekti po župama.   Puljić, Ivica; Marić, Marinko (ur.). Trebinjsko-mrkanska biskupija: Zbornik radova povodom obilježavanja 1000. obljetnice prvoga pisanog spomena Trebinjske biskupije i 700. obljetnice prvoga pisanog spomena Mrkanske biskupije. Trebinjsko-mrkanska biskupija. Mostar. str. 469–623

### Mrežna sjedišta
- Crkve u općini Ravno. www.opcinaravno.ba. Pristupljeno 5. rujna 2023.
- Ravno. www.enciklopedija.hr. Pristupljeno 5. rujna 2023.

## Vanjske poveznice
- Službena stranica Župe Rođenja Blažene Djevice Marije – Ravno.